# Gaston De Biemme
Gaston De Biemme was een kunstschilder actief in België en later in Frankrijk uit het midden van de 19de en het begin van de 20ste eeuw.

## Levensbeschrijving
Er is voorlopig niets geweten over zijn afkomst of opleiding. De Biemme schilderde vooral havengezichten, moeras- en rivierlandschappen. Hij was onder andere werkzaam in Mol waar hij een schilderij maakte van een witzandgroeve. De Biemme wordt dan ook gerekend tot de Molse School.
De Biemme nam deel aan het driejaarlijks Salon van Brussel in 1903 en aan de Internationale Kunsttentoonstelling in Mol in 1907, gewijd aan kunstenaars die Mol en omgeving in beeld hadden gebracht. Hij toonde er "Op de heide" en "Berken. Maart". Toen woonde hij in Brussel in de Emmanuel Hielstraat 6. In 1913 exposeerde De Biemme op het Herfstsalon van Bergen.
Hij heeft rond 1920 ook enkele schilderijen gemaakt in Parijs, o.a. het "Vue du Pont Neuf à Paris".
Zijn werken worden nog steeds aangeboden op veilingen, waar ze redelijke prijzen behalen. In december 2005 werd de olieverf op doek "Zonnige marktplaats van Veurne" geveild op €850 in het Hôtel de Ventes Horta, Brussel. Een kleiner werk "Marktplaats van Veurne" ging op dezelfde veiling onder de hamer voor €550.

## Signatuur
De Biemme signeerde zijn werken met "G. De Biemme" waarbij hij een dik liggend streepje aanbracht boven op de G.

## Musea
- Jakob Smitsmuseum, Mol, "La Molloise"[1]